# Liste des œuvres d'art de la Savoie
Cet article vise à recenser les œuvres d'art dans l'espace public de la Savoie, en France.

## Liste
Les œuvres sont classées par ordre alphabétique de communes et, au sein de celles-ci, par ordre chronologique d'installation, dans la mesure des informations disponibles.

### Sculptures
| Œuvre                                                                      | Auteur                           | Commune                    | Localisation                                 | Notes | Installation | Coordonnées                      | Illustration |
| -------------------------------------------------------------------------- | -------------------------------- | -------------------------- | -------------------------------------------- | --- | ------------ | -------------------------------- | --- |
| Statue d'Alphonse de Lamartine                                             | Émile-André Boisseau             | Aix-les-Bains              | Dans le parc floral des Thermes              | Représente Alphonse de Lamartine. | 1990         | 45° 41′ 16″ nord, 5° 54′ 55″ est | Statue d'Alphonse de Lamartine« Archives Monument commémoratif de Lamartine - Aix-les-Bains ».                                                                                             |
| Le Dernier des Justes                                                      | Livio Benedetti                  | Aix-les-Bains              | Avenue Revelstoke                            | | 2010         | 45° 41′ 17″ nord, 5° 54′ 56″ est | Image manquante |
| Lion et Lionne,                                                            | Adolphe-Victor Geoffroy-Dechaume | Aix-les-Bains              | Dans le parc floral des Thermes              | | 1889         | 45° 41′ 16″ nord, 5° 54′ 55″ est | Lion et Lionne |
| Monument à Jean Moulin                                                     | Marcel Mayer                     | Aix-les-Bains              | Square Jean-Moulin, Plaine de Marlioz        | Représente Jean Moulin. | 1969         | 45° 41′ 16″ nord, 5° 54′ 51″ est | Monument à Jean Moulin |
| Buste de la reine Victoria,                                                | Mars Vallett                     | Aix-les-Bains              | Sur la place du Revard                       | Représente Victoria. | 1922         | 45° 41′ 17″ nord, 5° 54′ 51″ est | Image manquante |
| Processus                                                                  | Jean-Michel Moraud               | Albertville                | À déterminer                                 | | À déterminer | à géolocaliser                   | Image manquante |
| Titre à déterminer                                                         | Ulrich Rückriem                  | Albertville                | Sur la place de la Liberté                   | | 1991         | à géolocaliser                   | Image manquante |
| Vision cosmopolite                                                         | Émile Reynaud                    | Albertville                | À déterminer                                 | | À déterminer | à géolocaliser                   | Image manquante |
| Les Débuts du ski                                                          | Benoît Laurent                   | Les Avanchers-Valmorel     | À déterminer                                 | | À déterminer | à géolocaliser                   | Image manquante |
| Statue d'Antoine Favre                                                     | Charles Gumery                   | Chambéry                   | Sur la place du Palais de justice            | Représente Antoine Favre. À l'origine présenté avec les allégories de la Jurisprudence et de la Science, par la suite séparés.                                                                          | 1865         | 45° 34′ 06″ nord, 5° 55′ 09″ est | Statue d'Antoine Favre |
| La Jurisprudence                                                           | Charles Gumery                   | Chambéry                   | Sur la place du Palais de justice            | À l'origine sur le même piédestal que la statue d'Antoine Favre puis séparée. | 1865         | 45° 34′ 05″ nord, 5° 55′ 09″ est | La Jurisprudence |
| La Science                                                                 | Charles Gumery                   | Chambéry                   | Sur la place du Palais de justice            | À l'origine sur le même piédestal que la statue d'Antoine Favre puis séparée. | 1865         | 45° 34′ 06″ nord, 5° 55′ 09″ est | La Science |
| La Science                                                                 | Joseph Félon                     | Chambéry                   | Château des ducs de Savoie (tour demi-ronde) | Déplacée à Chambéry en 1936 après la démolition du palais du Trocadéro à Paris. | 1936         | 45° 33′ 53″ nord, 5° 55′ 02″ est | La Science |
| Statue de Jean-Jacques Rousseau,                                           | Mars Vallett                     | Chambéry                   | Boulevard de Lémenc                          | | 1910         | 45° 34′ 11″ nord, 5° 55′ 22″ est | Statue de Jean-Jacques Rousseau |
| Jeanne d'Arc                                                               | Maxime Real del Sarte            | Chambéry                   | Dans le parc du Verney                       | | 1942         | 45° 34′ 08″ nord, 5° 55′ 04″ est | Jeanne d'Arc |
| La Sasson                                                                  | Alexandre Falguière              | Chambéry                   | Sur la place du Centenaire                   | | 1892         | 45° 34′ 05″ nord, 5° 55′ 16″ est | La Sasson |
| Les Pénitents Noirs                                                        | À déterminer                     | Chambéry                   | Faubourg Reclus                              | Plusieurs statues. | 1865         | 45° 34′ 23″ nord, 5° 55′ 21″ est | Les Pénitents Noirs |
| Marmousets                                                                 | Fonderie d'art du Val d'Osne     | Chambéry                   | Pont des Amours                              | 6 groupes de marmousets à l'origine placés en décoration du pont des Amours, de nos jours sur l'escalier du Clos Savoiroux.                                                                             | 1912         | 45° 34′ 06″ nord, 5° 55′ 28″ est | Marmousets |
| Statue de Joseph et Xavier de Maistre,                                     | Ernest Henri Dubois              | Chambéry                   | Sur la place du Château                      | Représente Joseph de Maistre et Xavier de Maistre. La Renommée (allégorie de la Savoie) devant le piédestal est déboulonnée en 1943 et fondue, dans le cadre de la mobilisation des métaux non ferreux. | 1899         | 45° 33′ 53″ nord, 5° 55′ 09″ est | Statue de Joseph et Xavier de Maistre« Monument à Joseph et Xavier de Maistre à Chambéry », sur À nos grands hommes.,« Monument à Joseph et Xavier de Maistre à Chambéry », sur e-monumen. |
| Statuette de la Vierge à l'Enfant                                          | À déterminer                     | Chambéry                   | Angle : Place Saint-Léger Rue de Lans        | |              | 45° 33′ 57″ nord, 5° 55′ 11″ est | Statuette de la Vierge à l'Enfant |
| Statue représentant des enfants jouant au ballon (fontaine des colimaçons) | Mars Vallett                     | Chambéry                   | Dans le parc du Verney                       | Installée à l'origine sur la place de la Gare, elle est endommagée lors du bombardement du 26 mai 1944 puis déplacée au Verney.                                                                         | 1922         | 45° 34′ 11″ nord, 5° 54′ 56″ est | Statue représentant des enfants jouant au ballon (fontaine des colimaçons) |
| Notre-Dame des Champs et des Vignes                                        | À déterminer                     | Chignin                    | Chemin de Saint-Anthelme                     | | 1897         | 45° 31′ 30″ nord, 6° 00′ 11″ est | Notre-Dame des Champs et des Vignes |
| Buste de Germain Sommeiller                                                | À déterminer                     | Modane                     | À déterminer                                 | Représente Germain Sommeiller. | À déterminer | 45° 11′ 36″ nord, 6° 39′ 31″ est | Buste de Germain Sommeiller |
| Statue de François-Emmanuel Fodéré                                         | Louis Rochet                     | Saint-Jean-de-Maurienne    | À déterminer                                 | Représente François-Emmanuel Fodéré. | 1846         | à géolocaliser                   | Statue de François-Emmanuel Fodéré |
| Buste de Paul Mougin                                                       | À déterminer                     | Saint-Martin-d'Arc         | À déterminer                                 | Représente Paul Mougin. | À déterminer | 45° 12′ 36″ nord, 6° 27′ 57″ est | Buste de Paul Mougin |
| Le Meunier                                                                 | À déterminer                     | Saint-Martin-de-Belleville | Moulin de Burdin                             | | À déterminer | à géolocaliser                   | Image manquante |
| Statue de Pierre Chanoux                                                   | À déterminer                     | Séez                       | Col du Petit-Saint-Bernard                   | Représente Pierre Chanoux. | À déterminer | 45° 40′ 24″ nord, 6° 52′ 43″ est | Pierre Chanoux |
| Statue de Saint Bernard de Menthon                                         | À déterminer                     | Séez                       | Col du Petit-Saint-Bernard                   | Représente Bernard de Menthon. | À déterminer | à géolocaliser                   | Statue de Saint Bernard de Menthon |
| La Dame du lac                                                             | Livio Benedetti                  | Tignes                     | À déterminer                                 | | À déterminer | à géolocaliser                   | Image manquante |
| Monument à Alphonse de Lamartine                                           | Brevoort Kane                    | Tresserve                  | Chemin de Coëtan                             | Représente Alphonse de Lamartine. | 1927         | à géolocaliser                   | Image manquante |

### Monuments aux morts
| Œuvre                                                              | Auteur                                                       | Commune                  | Localisation                     | Notes | Installation | Coordonnées                      | Illustration                                   |
| ------------------------------------------------------------------ | ------------------------------------------------------------ | ------------------------ | -------------------------------- | --- | ------------ | -------------------------------- | ---------------------------------------------- |
| Poilu au repos (monument aux morts)                                | Copie d'après Étienne Camus                                  | Avressieux               | À déterminer                     | | À déterminer | à géolocaliser                   | Image manquante                                |
| Poilu à l'écu (d) (monument aux morts)                             | Copie d'après Union internationale artistique de Vaucouleurs | Bessans                  | Devant la mairie                 | | À déterminer | 45° 19′ 14″ nord, 6° 59′ 38″ est | Monument aux morts de Bessans                  |
| Poilu baïonnette au canon (d) (monument aux morts)                 | Copie d'après Étienne Camus                                  | Bourget-en-Huile         | À côté de l'église Sainte-Thècle | | À déterminer | 45° 29′ 05″ nord, 6° 12′ 22″ est | Monument aux morts de Bourget-en-Huile         |
| Aux Savoyards morts pour la patrie (monument aux morts de 1870-71) | Ernest Henri Dubois                                          | Chambéry                 | Sur la place Monge               | La guerre franco-allemande de 1870 est la première guerre à laquelle la Savoie a participé pour la France après l'annexion de 1860. Elle représente la France tentant d'empêcher la Savoie de repartir au combat. | 1911         | 45° 33′ 48″ nord, 5° 55′ 21″ est | Monument aux morts de 1870-71 de Chambéry      |
| Monument aux morts                                                 | Emmanuel Ladmiral                                            | Chambéry                 | Dans le parc du Clos Savoiroux   | | 1928         | 45° 34′ 08″ nord, 5° 55′ 27″ est | Monument aux morts de Chambéry                 |
| Poilu au repos (monument aux morts)                                | Copie d'après Étienne Camus                                  | Chamoux-sur-Gelon        | À déterminer                     | | 1921         | à géolocaliser                   | Image manquante                                |
| Poilu au repos (monument aux morts)                                | Copie d'après Étienne Camus                                  | Novalaise                | À déterminer                     | | 1921         | à géolocaliser                   | Image manquante                                |
| Poilu au repos (monument aux morts)                                | Copie d'après Étienne Camus                                  | Saint-Avre               | À déterminer                     | | À déterminer | à géolocaliser                   | Poilu au repos (monument aux morts)            |
| Poilu au repos (monument aux morts)                                | Copie d'après Étienne Camus                                  | Saint-Pierre-d'Entremont | Dans le cimetière                | | À déterminer | à géolocaliser                   | Image manquante                                |
| Poilu au repos (monument aux morts)                                | Copie d'après Étienne Camus                                  | Saint-Pierre-de-Genebroz | À déterminer                     | | À déterminer | à géolocaliser                   | Image manquante                                |
| Poilu au repos (monument aux morts)                                | Copie d'après Étienne Camus                                  | La Table                 | À déterminer                     | | À déterminer | à géolocaliser                   | Image manquante                                |
| Le Vainqueur avec drapeau (monument aux morts)                     | Copie d'après Charles-Henri Pourquet                         | Saint-Pierre-d'Albigny   | À déterminer                     | | À déterminer | à géolocaliser                   | Le Vainqueur avec drapeau (monument aux morts) |
| Poilu au repos (monument aux morts)                                | Copie d'après Étienne Camus                                  | Villard-sur-Doron        | À déterminer                     | | À déterminer | à géolocaliser                   | Poilu au repos (monument aux morts)            |

### Fontaines
| Œuvre                       | Auteur          | Commune  | Localisation               | Notes | Installation | Coordonnées                      | Illustration                |
| --------------------------- | --------------- | -------- | -------------------------- | --- | ------------ | -------------------------------- | --------------------------- |
| Fontaine des éléphants      | Victor Sappey   | Chambéry | Sur la place des éléphants | Classé MH (1982).                                                                                             | 1838         | 45° 34′ 00″ nord, 5° 55′ 22″ est | Fontaine des éléphants      |
| Fontaine des deux bourneaux | François Cuenot | Chambéry | Faubourg Maché             | Inscrit MH (1943) · Restauration d'une fontaine plus ancienne, présente au faubourg Maché dès le XIVe siècle. | 1669         | 45° 33′ 54″ nord, 5° 54′ 53″ est | Fontaine des deux bourneaux |

### Land art
| Œuvre  | Auteur      | Commune                | Localisation           | Notes | Installation | Coordonnées                      | Illustration    |
| ------ | ----------- | ---------------------- | ---------------------- | ----- | ------------ | -------------------------------- | --------------- |
| L'Aura | Marc Biétry | Sainte-Marie-de-Cuines | Route de Roche Taillée |       | 2007         | 45° 19′ 35″ nord, 6° 18′ 34″ est | Image manquante |